# Obsidian Entertainment
Obsidian Entertainment is een Amerikaans ontwikkelaar van computerspellen, die is ontstaan na het uiteenvallen van Interplay Productions' Black Isle Studios in 2003. Het bedrijf ontwikkelt computerspellen voor Windows en verschillende speelplatformen. Alle functies zijn tevens verdeeld over de oprichters: Feargus Urquhart, Chris Parker, Darren Monahan, Chris Avellone en Chris Jones, maar in 2005 heeft ook Josh Sawyer zich bij deze groep aangesloten.
Op 10 november 2018 kondigde Obsidian op hun website aan dat ze overgenomen werden door Microsoft Studios.

## Lijst van ontwikkelde spellen
| Jaar | Titel                                                    | Platform                                                        | Uitgever              | Opmerkingen |
| ---- | -------------------------------------------------------- | --------------------------------------------------------------- | --------------------- | --- |
| 2004 | Star Wars: Knights of the Old Republic II The Sith Lords | Windows, Xbox                                                   | LucasArts             | |
| 2006 | Neverwinter Nights 2                                     | OS X, Windows                                                   | Atari                 | |
| 2010 | Alpha Protocol                                           | PlayStation 3, Windows, Xbox 360                                | Sega                  | |
| 2010 | Fallout: New Vegas                                       | PlayStation 3, Windows, Xbox 360                                | Bethesda Softworks    | |
| 2011 | Dungeon Siege III                                        | PlayStation 3, Windows, Xbox 360                                | Square Enix           | |
| 2014 | South Park: The Stick of Truth                           | PlayStation 3, Windows, Xbox 360                                | Ubisoft               | Oorspronkelijk zou THQ het spel publiceren, maar na hun failliessement, kocht Ubisoft die rechten over tijdens een veiling. |
| 2014 | Pillars of Eternity                                      | Linux, OS X, Windows                                            | Paradox Interactive   | |
| 2015 | Skyforge                                                 | Windows, Xbox One, PlayStation 4                                | My.com                | |
| 2015 | Armored Warfare                                          | Windows, Playstation 4, Xbox One                                | My.com                | Obsidian ontwikkelde het computerspel tot 2017.                                                                             |
| 2016 | Pathfinder Adventures                                    | Android, iOS, MacOS, Windows                                    | Asmodee North America | |
| 2016 | Tyranny                                                  | Android, iOS, MacOS, Windows                                    | Paradox Interactive   | |
| 2018 | Pillars of Eternity 2: Deadfire                          | Windows, MacOS, Linux, Nintendo Switch, Playstation 4, Xbox One | Versus Evil           | |
| 2019 | The Outer Worlds                                         | PlayStation 4, Windows, Xbox One                                | Private Division      | |
| 2022 | Grounded                                                 | Windows, Xbox One, Xbox Series S/X                              | Xbox Game Studios     | Werd in vroegtijdige toegang uitgebracht in 2020. In september 2022 volgde een volledige release.                           |
| 2022 | Pentiment                                                | Windows, Xbox One, Xbox Series S/X                              | Xbox Games Studios    | |
| TBA  | Avowed                                                   | Windows, Xbox Series S/X                                        | Xbox Games Studios    | |
| TBA  | The Outer World 2                                        | Windows, Xbox Series S/X                                        | Xbox Game Studios     | |

### Geannuleerde computerspellen
| Jaar van annulering | Titel                                     | Ref.        |
| ------------------- | ----------------------------------------- | ----------- |
| 2004                | Star Wars Knights of the Old Republic III | [ 4 ] [ 5 ] |
| 2005                | Dwarves                                   | [ 6 ] [ 7 ] |
| 2010                | Alien RPG: Crucible                       | [ 8 ] [ 7 ] |
| 2012                | Stormlands                                | [ 9 ]       |
| 2017                | Armored Warfare                           | [ 10 ]      |

Op 23 maart 2006 kondigden Obsidian en SEGA officieel aan dat ze samen een nieuwe serie zouden gaan ontwikkelen, wat later Alpha Protocol zou worden. Een RPG die zich afspeelt in een hedendaagse spionnensetting. Dit spel zou op 1 juni 2010 zijn debuut maken. De samenwerking tussen Obsidian en SEGA zou nogmaals plaatsvinden, bij het ontwikkelen van wederom een nieuwe serie, genaamd Aliens. Dit spel werd op 13 december 2006 aangekondigd, niet veel later zou dit alsnog worden afgelast.
Op 20 april 2009 was het de beurt aan Bethesda Softworks om een spel aan te kondigen: Fallout: New Vegas. Obsidian zal de taak van het ontwikkelen op zich nemen, al zal het wel de Gamebryo engine van Bethesda gebruiken.
Op 11 februari 2010 liet Red Eagle Studios weten dat ze in samenwerking met Obsidian aan een spel zouden beginnen, dat is gebaseerd op Wheel of Time: een serie fantasieboeken geschreven door Robert Jordan.